# Jindřich I. z Mödlingu
Jindřich I. z Mödlingu (1158? – 11. září 1223) byl příslušník rodu Babenberků, mladší syn rakouského vévody Jindřicha Jasomirgotta a jeho druhé ženy Theodory z rodu byzantských Komnénů. Pomáhal svému otci při bojích s českým knížetem Soběslavem II.

## Život

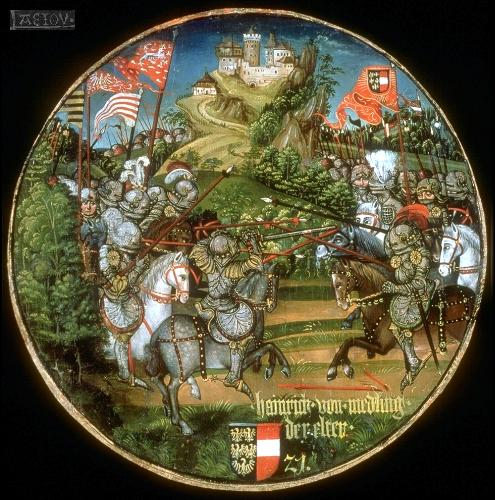
Tažení Jindřicha I.

Spolu se svým starším bratrem Leopoldem, v odvetu za předcházející český útok, vpadl na podzim roku 1176 na Moravu, ale nedosáhli zde výraznějšího úspěchu.
Když jeho otec vévoda Jindřich Jasomirgott roku 1177 zemřel, získal rakouské vévodství starší syn Leopold V. a Jindřich jako druhorozený dostal údělem Mödling a okolí, kde vystavěl hrad Mödling. Zřejmě touto dobou se oženil s Richenzou, dcerou českého krále Vladislava II. Z manželství se narodil jediný syn Jindřich a Richsa zemřela roku 1182. Ovdovělý vévoda se už poté znovu neoženil.
Roku 1191 se zúčastnil italské jízdy krále Jindřicha VI. do Itálie a byl svědkem jeho korunovace. O šest let později se stal účastníkem kratičké křížové výpravy do Svaté země. Zemřel roku 1223 a byl pohřben po manželčině boku v klášteře Heiligenkreuz.